# Svetovno prvenstvo v hokeju na ledu 1981
Svetovno prvenstvo v hokeju na ledu 1981 je bilo sedeminštirideseto Svetovno prvenstvo v hokeju na ledu. Potekalo je med 6. marcem in 26. aprilom 1981 v Göteborgu in Stockholmu, Švedska (skupina A), Selvi di Val Gardena, Italija (skupina B) in Pekingu, Ljudska republika Kitajska (skupina C). Zlato medaljo je osvojila sovjetska reprezentanca, srebrno švedska, bronasto pa češkoslovaška, v konkurenci štiriindvajsetih reprezentanc, devetnajstič tudi jugoslovanske, ki je osvojila šestnajsto mesto in drugič izpadla v skupino C. To je bil za sovjetsko reprezentanco tretji zaporedni in skupno sedemnajsti naslov svetovnega prvaka.

## Dobitniki medalj
| Zlato | Srebro | Bron |
| Sovjetska zvezaVladimir Miškin Vladislav Tretjak Sergej Babinov Zinetula Biljaletdinov Vjačeslav Fetisov Aleksej Kasatonov Nikolaj Makarov Vasilij Pervuhin Valerij Vasiljev Nikolaj Drozdecki Vladimir Golikov Andrej Homutov Sergej Kapustin Vladimir Krutov Jurij Lebedjev Sergej Makarov Aleksander Malcev Vladimir Petrov Aleksander Skvorcov Viktor Šalimov Sergej Šepelev Viktor Žluktov | ŠvedskaChrister Abrahamsson Anders Eldebrink Roland Eriksson Bengt-Ake Gustafsson Inge Hammarström Anders Håkansson Peter Helander Ulf Isaksson Tomas Jonsson Göran Lindblom Peter Lindmark Harald Lückner Lars Molin Lennart Norberg Mats Näslund Stig Östling Tommy Samuelsson Dan Söderström Thomas Steen Roland Stoltz Reino Sundberg Patrik Sundström Mats Waltin | ČeškoslovaškaMilan Chalupa Miroslav Dvořák Miroslav Fryčer Stanislav Hajdušek Ivan Hlinka Miloslav Hořava František Černík Bohuslav Ebermann Arnold Kadlec Jindřich Kokrment Jaroslav Korbela Nobert Král Karel Lang Jiří Lála Vladimír Martinec Petr Míšek Jan Neliba Milan Nový Jaroslav Pouzar Pavel Richter Dárius Rusnák Jaromír Šindel |

## Tekme

### SP Skupine A
Prve štiri reprezentance so se uvrstile v boj za 1. do 4. mesto, ostale v boj za obstanek, rezultati medsebojnih tekem se prenesejo.

#### Skupina A
| 12. april 1981 | Kanada | 4:3 | Finska | Stockholm, Švedska |

| Poročilo tekme      | Poročilo tekme | Poročilo tekme | Poročilo tekme | Poročilo tekme |
| ------------------- | -------------- | -------------- | -------------- | -------------- |
| Začetek: ni podatka |                |                |                |                |

| 12. april 1981 | Sovjetska zveza | 10:1 | Nizozemska | Stockholm, Švedska |

| Poročilo tekme      | Poročilo tekme | Poročilo tekme | Poročilo tekme | Poročilo tekme |
| ------------------- | -------------- | -------------- | -------------- | -------------- |
| Začetek: ni podatka |                |                |                |                |

| 13. april 1981 | Kanada | 8:1 | Nizozemska | Stockholm, Švedska |

| Poročilo tekme      | Poročilo tekme | Poročilo tekme | Poročilo tekme | Poročilo tekme |
| ------------------- | -------------- | -------------- | -------------- | -------------- |
| Začetek: ni podatka |                |                |                |                |

| 13. april 1981 | Sovjetska zveza | 7:1 | Finska | Stockholm, Švedska |

| Poročilo tekme      | Poročilo tekme | Poročilo tekme | Poročilo tekme | Poročilo tekme |
| ------------------- | -------------- | -------------- | -------------- | -------------- |
| Začetek: ni podatka |                |                |                |                |

| 15. april 1981 | Finska | 12:3 | Nizozemska | Stockholm, Švedska |

| Poročilo tekme      | Poročilo tekme | Poročilo tekme | Poročilo tekme | Poročilo tekme |
| ------------------- | -------------- | -------------- | -------------- | -------------- |
| Začetek: ni podatka |                |                |                |                |

| 15. april 1981 | Sovjetska zveza | 8:2 | Kanada | Stockholm, Švedska |

| Poročilo tekme      | Poročilo tekme | Poročilo tekme | Poročilo tekme | Poročilo tekme |
| ------------------- | -------------- | -------------- | -------------- | -------------- |
| Začetek: ni podatka |                |                |                |                |

##### Lestvica
OT-odigrane tekme, z-zmage, n-neodločeni izidi, P-porazi, DG-doseženo goli, PG-prejeti goli, GR-gol razlika, T-točke.
| # | Reprezentanca   | OT | Z | N | P | DG | PG | GR  | T |
| - | --------------- | -- | - | - | - | -- | -- | --- | - |
| 1 | Sovjetska zveza | 3  | 3 | 0 | 0 | 26 | 4  | +21 | 6 |
| 2 | Kanada          | 3  | 2 | 0 | 1 | 14 | 12 | +2  | 4 |
| 3 | Finska          | 3  | 1 | 0 | 2 | 16 | 14 | +2  | 2 |
| 4 | Nizozemska      | 3  | 0 | 0 | 3 | 5  | 30 | -25 | 0 |

#### Skupina B
| 12. april 1981 | Češkoslovaška | 11:2 | ZDA | Göteborg, Švedska |

| Poročilo tekme      | Poročilo tekme | Poročilo tekme | Poročilo tekme | Poročilo tekme |
| ------------------- | -------------- | -------------- | -------------- | -------------- |
| Začetek: ni podatka |                |                |                |                |

| 12. april 1981 | Švedska | 4:2 | Zahodna Nemčija | Göteborg, Švedska |

| Poročilo tekme      | Poročilo tekme | Poročilo tekme | Poročilo tekme | Poročilo tekme |
| ------------------- | -------------- | -------------- | -------------- | -------------- |
| Začetek: ni podatka |                |                |                |                |

| 13. april 1981 | Češkoslovaška | 6:2 | Zahodna Nemčija | Göteborg, Švedska |

| Poročilo tekme      | Poročilo tekme | Poročilo tekme | Poročilo tekme | Poročilo tekme |
| ------------------- | -------------- | -------------- | -------------- | -------------- |
| Začetek: ni podatka |                |                |                |                |

| 13. april 1981 | Švedska | 4:2 | ZDA | Göteborg, Švedska |

| Poročilo tekme      | Poročilo tekme | Poročilo tekme | Poročilo tekme | Poročilo tekme |
| ------------------- | -------------- | -------------- | -------------- | -------------- |
| Začetek: ni podatka |                |                |                |                |

| 15. april 1981 | ZDA | 10:6 | Zahodna Nemčija | Göteborg, Švedska |

| Poročilo tekme      | Poročilo tekme | Poročilo tekme | Poročilo tekme | Poročilo tekme |
| ------------------- | -------------- | -------------- | -------------- | -------------- |
| Začetek: ni podatka |                |                |                |                |

| 15. april 1981 | Švedska | 3:3 | Češkoslovaška | Göteborg, Švedska |

| Poročilo tekme      | Poročilo tekme | Poročilo tekme | Poročilo tekme | Poročilo tekme |
| ------------------- | -------------- | -------------- | -------------- | -------------- |
| Začetek: ni podatka |                |                |                |                |

##### Lestvica
OT-odigrane tekme, z-zmage, n-neodločeni izidi, P-porazi, DG-doseženo goli, PG-prejeti goli, GR-gol razlika, T-točke.
| # | Reprezentanca   | OT | Z | N | P | DG | PG | GR  | T |
| - | --------------- | -- | - | - | - | -- | -- | --- | - |
| 1 | Češkoslovaška   | 3  | 2 | 1 | 0 | 20 | 7  | +13 | 5 |
| 2 | Švedska         | 3  | 2 | 1 | 0 | 11 | 7  | +4  | 5 |
| 3 | ZDA             | 3  | 1 | 0 | 2 | 14 | 21 | -7  | 2 |
| 4 | Zahodna Nemčija | 3  | 0 | 0 | 3 | 10 | 20 | -10 | 0 |

#### Boj za obstanek
| 17. april 1981 | Finska | 6:3 | Zahodna Nemčija | Göteborg, Švedska |

| Poročilo tekme      | Poročilo tekme | Poročilo tekme | Poročilo tekme | Poročilo tekme |
| ------------------- | -------------- | -------------- | -------------- | -------------- |
| Začetek: ni podatka |                |                |                |                |

| 17. april 1981 | ZDA | 7:6 | Nizozemska | Göteborg, Švedska |

| Poročilo tekme      | Poročilo tekme | Poročilo tekme | Poročilo tekme | Poročilo tekme |
| ------------------- | -------------- | -------------- | -------------- | -------------- |
| Začetek: ni podatka |                |                |                |                |

| 19. april 1981 | Zahodna Nemčija | 9:2 | Nizozemska | Göteborg, Švedska |

| Poročilo tekme      | Poročilo tekme | Poročilo tekme | Poročilo tekme | Poročilo tekme |
| ------------------- | -------------- | -------------- | -------------- | -------------- |
| Začetek: ni podatka |                |                |                |                |

| 19. april 1981 | ZDA | 6:4 | Finska | Göteborg, Švedska |

| Poročilo tekme      | Poročilo tekme | Poročilo tekme | Poročilo tekme | Poročilo tekme |
| ------------------- | -------------- | -------------- | -------------- | -------------- |
| Začetek: ni podatka |                |                |                |                |

| 21. april 1981 | Finska | 4:2 | Nizozemska | Göteborg, Švedska |

| Poročilo tekme      | Poročilo tekme | Poročilo tekme | Poročilo tekme | Poročilo tekme |
| ------------------- | -------------- | -------------- | -------------- | -------------- |
| Začetek: ni podatka |                |                |                |                |

| 21. april 1981 | ZDA | 2:6 | Zahodna Nemčija | Göteborg, Švedska |

| Poročilo tekme      | Poročilo tekme | Poročilo tekme | Poročilo tekme | Poročilo tekme |
| ------------------- | -------------- | -------------- | -------------- | -------------- |
| Začetek: ni podatka |                |                |                |                |

| 23. april 1981 | ZDA | 7:3 | Nizozemska | Göteborg, Švedska |

| Poročilo tekme      | Poročilo tekme | Poročilo tekme | Poročilo tekme | Poročilo tekme |
| ------------------- | -------------- | -------------- | -------------- | -------------- |
| Začetek: ni podatka |                |                |                |                |

| 23. april 1981 | Finska | 4:4 | Zahodna Nemčija | Göteborg, Švedska |

| Poročilo tekme      | Poročilo tekme | Poročilo tekme | Poročilo tekme | Poročilo tekme |
| ------------------- | -------------- | -------------- | -------------- | -------------- |
| Začetek: ni podatka |                |                |                |                |

| 24. april 1981 | ZDA | 3:3 | Finska | Göteborg, Švedska |

| Poročilo tekme      | Poročilo tekme | Poročilo tekme | Poročilo tekme | Poročilo tekme |
| ------------------- | -------------- | -------------- | -------------- | -------------- |
| Začetek: ni podatka |                |                |                |                |

| 24. april 1981 | Zahodna Nemčija | 12:6 | Nizozemska | Göteborg, Švedska |

| Poročilo tekme      | Poročilo tekme | Poročilo tekme | Poročilo tekme | Poročilo tekme |
| ------------------- | -------------- | -------------- | -------------- | -------------- |
| Začetek: ni podatka |                |                |                |                |

##### Lestvica
OT-odigrane tekme, z-zmage, n-neodločeni izidi, P-porazi, DG-doseženo goli, PG-prejeti goli, GR-gol razlika, T-točke.
| # | Reprezentanca   | OT | Z | N | P | DG | PG | GR  | T |
| - | --------------- | -- | - | - | - | -- | -- | --- | - |
| 5 | ZDA             | 6  | 4 | 1 | 1 | 35 | 28 | +7  | 9 |
| 6 | Finska          | 6  | 3 | 2 | 1 | 33 | 21 | +12 | 8 |
| 7 | Zahodna Nemčija | 6  | 3 | 1 | 2 | 40 | 30 | +10 | 7 |
| 8 | Nizozemska      | 6  | 0 | 0 | 6 | 22 | 51 | -29 | 0 |

- Nizozemska reprezentanca je izpadla v skupino B.

#### Boj za 1. do 4. mesto
| 18. april 1981 | Švedska | 1:4 | Sovjetska zveza | Göteborg, Švedska |

| Poročilo tekme      | Poročilo tekme | Poročilo tekme | Poročilo tekme | Poročilo tekme |
| ------------------- | -------------- | -------------- | -------------- | -------------- |
| Začetek: ni podatka |                |                |                |                |

| 18. april 1981 | Češkoslovaška | 7:4 | Kanada | Göteborg, Švedska |

| Poročilo tekme      | Poročilo tekme | Poročilo tekme | Poročilo tekme | Poročilo tekme |
| ------------------- | -------------- | -------------- | -------------- | -------------- |
| Začetek: ni podatka |                |                |                |                |

| 20. april 1981 | Švedska | 3:1 | Kanada | Göteborg, Švedska |

| Poročilo tekme      | Poročilo tekme | Poročilo tekme | Poročilo tekme | Poročilo tekme |
| ------------------- | -------------- | -------------- | -------------- | -------------- |
| Začetek: ni podatka |                |                |                |                |

| 20. april 1981 | Sovjetska zveza | 8:3 | Češkoslovaška | Göteborg, Švedska |

| Poročilo tekme      | Poročilo tekme | Poročilo tekme | Poročilo tekme | Poročilo tekme |
| ------------------- | -------------- | -------------- | -------------- | -------------- |
| Začetek: ni podatka |                |                |                |                |

| 22. april 1981 | Sovjetska zveza | 4:4 | Kanada | Göteborg, Švedska |

| Poročilo tekme      | Poročilo tekme | Poročilo tekme | Poročilo tekme | Poročilo tekme |
| ------------------- | -------------- | -------------- | -------------- | -------------- |
| Začetek: ni podatka |                |                |                |                |

| 22. april 1981 | Švedska | 4:2 | Češkoslovaška | Göteborg, Švedska |

| Poročilo tekme      | Poročilo tekme | Poročilo tekme | Poročilo tekme | Poročilo tekme |
| ------------------- | -------------- | -------------- | -------------- | -------------- |
| Začetek: ni podatka |                |                |                |                |

| 24. april 1981 | Švedska | 1:13 | Sovjetska zveza | Göteborg, Švedska |

| Poročilo tekme      | Poročilo tekme | Poročilo tekme | Poročilo tekme | Poročilo tekme |
| ------------------- | -------------- | -------------- | -------------- | -------------- |
| Začetek: ni podatka |                |                |                |                |

| 24. april 1981 | Češkoslovaška | 4:2 | Kanada | Göteborg, Švedska |

| Poročilo tekme      | Poročilo tekme | Poročilo tekme | Poročilo tekme | Poročilo tekme |
| ------------------- | -------------- | -------------- | -------------- | -------------- |
| Začetek: ni podatka |                |                |                |                |

| 26. april 1981 | Švedska | 4:3 | Kanada | Göteborg, Švedska |

| Poročilo tekme      | Poročilo tekme | Poročilo tekme | Poročilo tekme | Poročilo tekme |
| ------------------- | -------------- | -------------- | -------------- | -------------- |
| Začetek: ni podatka |                |                |                |                |

| 26. april 1981 | Sovjetska zveza | 1:1 | Češkoslovaška | Göteborg, Švedska |

| Poročilo tekme      | Poročilo tekme | Poročilo tekme | Poročilo tekme | Poročilo tekme |
| ------------------- | -------------- | -------------- | -------------- | -------------- |
| Začetek: ni podatka |                |                |                |                |

##### Lestvica
OT-odigrane tekme, z-zmage, n-neodločeni izidi, P-porazi, DG-doseženo goli, PG-prejeti goli, GR-gol razlika, T-točke.
| # | Reprezentanca   | OT | Z | N | P | DG | PG | GR  | T  |
| - | --------------- | -- | - | - | - | -- | -- | --- | -- |
| 1 | Sovjetska zveza | 6  | 4 | 2 | 0 | 38 | 12 | +26 | 10 |
| 2 | Švedska         | 6  | 3 | 1 | 2 | 16 | 26 | -10 | 7  |
| 3 | Češkoslovaška   | 6  | 2 | 2 | 2 | 20 | 22 | -2  | 6  |
| 4 | Kanada          | 6  | 0 | 1 | 5 | 16 | 30 | -14 | 1  |

### SP Skupine B
| 20. marec 1981 | Vzhodna Nemčija | 4:3 | Japonska | Selva, Italija |

| Poročilo tekme      | Poročilo tekme | Poročilo tekme | Poročilo tekme | Poročilo tekme |
| ------------------- | -------------- | -------------- | -------------- | -------------- |
| Začetek: ni podatka |                |                |                |                |

| 20. marec 1981 | Poljska | 6:5 | Romunija | Selva, Italija |

| Poročilo tekme      | Poročilo tekme | Poročilo tekme | Poročilo tekme | Poročilo tekme |
| ------------------- | -------------- | -------------- | -------------- | -------------- |
| Začetek: ni podatka |                |                |                |                |

| 20. marec 1981 | Švica | 5:2 | Norveška | Selva, Italija |

| Poročilo tekme      | Poročilo tekme | Poročilo tekme | Poročilo tekme | Poročilo tekme |
| ------------------- | -------------- | -------------- | -------------- | -------------- |
| Začetek: ni podatka |                |                |                |                |

| 20. marec 1981 | Italija | 6:4 | Jugoslavija | Selva, Italija |

| Poročilo tekme      | Poročilo tekme | Poročilo tekme | Poročilo tekme | Poročilo tekme |
| ------------------- | -------------- | -------------- | -------------- | -------------- |
| Začetek: ni podatka |                |                |                |                |

| 21. marec 1981 | Poljska | 3:3 | Švica | Selva, Italija |

| Poročilo tekme      | Poročilo tekme | Poročilo tekme | Poročilo tekme | Poročilo tekme |
| ------------------- | -------------- | -------------- | -------------- | -------------- |
| Začetek: ni podatka |                |                |                |                |

| 21. marec 1981 | Norveška | 2:0 | Japonska | Selva, Italija |

| Poročilo tekme      | Poročilo tekme | Poročilo tekme | Poročilo tekme | Poročilo tekme |
| ------------------- | -------------- | -------------- | -------------- | -------------- |
| Začetek: ni podatka |                |                |                |                |

| 21. marec 1981 | Vzhodna Nemčija | 11:3 | Jugoslavija | Selva, Italija |

| Poročilo tekme      | Poročilo tekme | Poročilo tekme | Poročilo tekme | Poročilo tekme |
| ------------------- | -------------- | -------------- | -------------- | -------------- |
| Začetek: ni podatka |                |                |                |                |

| 21. marec 1981 | Italija | 3:2 | Romunija | Selva, Italija |

| Poročilo tekme      | Poročilo tekme | Poročilo tekme | Poročilo tekme | Poročilo tekme |
| ------------------- | -------------- | -------------- | -------------- | -------------- |
| Začetek: ni podatka |                |                |                |                |

| 23. marec 1981 | Japonska | 7:3 | Jugoslavija | Selva, Italija |

| Poročilo tekme      | Poročilo tekme | Poročilo tekme | Poročilo tekme | Poročilo tekme |
| ------------------- | -------------- | -------------- | -------------- | -------------- |
| Začetek: ni podatka |                |                |                |                |

| 23. marec 1981 | Vzhodna Nemčija | 6:1 | Romunija | Selva, Italija |

| Poročilo tekme      | Poročilo tekme | Poročilo tekme | Poročilo tekme | Poročilo tekme |
| ------------------- | -------------- | -------------- | -------------- | -------------- |
| Začetek: ni podatka |                |                |                |                |

| 23. marec 1981 | Poljska | 13:4 | Norveška | Selva, Italija |

| Poročilo tekme      | Poročilo tekme | Poročilo tekme | Poročilo tekme | Poročilo tekme |
| ------------------- | -------------- | -------------- | -------------- | -------------- |
| Začetek: ni podatka |                |                |                |                |

| 23. marec 1981 | Italija | 4:2 | Jugoslavija | Selva, Italija |

| Poročilo tekme      | Poročilo tekme | Poročilo tekme | Poročilo tekme | Poročilo tekme |
| ------------------- | -------------- | -------------- | -------------- | -------------- |
| Začetek: ni podatka |                |                |                |                |

| 24. marec 1981 | Poljska | 11:2 | Japonska | Selva, Italija |

| Poročilo tekme      | Poročilo tekme | Poročilo tekme | Poročilo tekme | Poročilo tekme |
| ------------------- | -------------- | -------------- | -------------- | -------------- |
| Začetek: ni podatka |                |                |                |                |

| 24. marec 1981 | Romunija | 2:3 | Jugoslavija | Selva, Italija |

| Poročilo tekme      | Poročilo tekme | Poročilo tekme | Poročilo tekme | Poročilo tekme |
| ------------------- | -------------- | -------------- | -------------- | -------------- |
| Začetek: ni podatka |                |                |                |                |

| 24. marec 1981 | Italija | 6:1 | Norveška | Selva, Italija |

| Poročilo tekme      | Poročilo tekme | Poročilo tekme | Poročilo tekme | Poročilo tekme |
| ------------------- | -------------- | -------------- | -------------- | -------------- |
| Začetek: ni podatka |                |                |                |                |

| 24. marec 1981 | Vzhodna Nemčija | 1:2 | Švica | Selva, Italija |

| Poročilo tekme      | Poročilo tekme | Poročilo tekme | Poročilo tekme | Poročilo tekme |
| ------------------- | -------------- | -------------- | -------------- | -------------- |
| Začetek: ni podatka |                |                |                |                |

| 26. marec 1981 | Romunija | 5:1 | Japonska | Selva, Italija |

| Poročilo tekme      | Poročilo tekme | Poročilo tekme | Poročilo tekme | Poročilo tekme |
| ------------------- | -------------- | -------------- | -------------- | -------------- |
| Začetek: ni podatka |                |                |                |                |

| 26. marec 1981 | Vzhodna Nemčija | 6:3 | Norveška | Selva, Italija |

| Poročilo tekme      | Poročilo tekme | Poročilo tekme | Poročilo tekme | Poročilo tekme |
| ------------------- | -------------- | -------------- | -------------- | -------------- |
| Začetek: ni podatka |                |                |                |                |

| 26. marec 1981 | Švica | 4:4 | Jugoslavija | Selva, Italija |

| Poročilo tekme      | Poročilo tekme | Poročilo tekme | Poročilo tekme | Poročilo tekme |
| ------------------- | -------------- | -------------- | -------------- | -------------- |
| Začetek: ni podatka |                |                |                |                |

| 26. marec 1981 | Italija | 4:1 | Poljska | Selva, Italija |

| Poročilo tekme      | Poročilo tekme | Poročilo tekme | Poročilo tekme | Poročilo tekme |
| ------------------- | -------------- | -------------- | -------------- | -------------- |
| Začetek: ni podatka |                |                |                |                |

| 28. marec 1981 | Norveška | 6:2 | Jugoslavija | Selva, Italija |

| Poročilo tekme      | Poročilo tekme | Poročilo tekme | Poročilo tekme | Poročilo tekme |
| ------------------- | -------------- | -------------- | -------------- | -------------- |
| Začetek: ni podatka |                |                |                |                |

| 28. marec 1981 | Romunija | 3:8 | Švica | Selva, Italija |

| Poročilo tekme      | Poročilo tekme | Poročilo tekme | Poročilo tekme | Poročilo tekme |
| ------------------- | -------------- | -------------- | -------------- | -------------- |
| Začetek: ni podatka |                |                |                |                |

| 28. marec 1981 | Poljska | 7:3 | Vzhodna Nemčija | Selva, Italija |

| Poročilo tekme      | Poročilo tekme | Poročilo tekme | Poročilo tekme | Poročilo tekme |
| ------------------- | -------------- | -------------- | -------------- | -------------- |
| Začetek: ni podatka |                |                |                |                |

| 28. marec 1981 | Italija | 9:2 | Japonska | Selva, Italija |

| Poročilo tekme      | Poročilo tekme | Poročilo tekme | Poročilo tekme | Poročilo tekme |
| ------------------- | -------------- | -------------- | -------------- | -------------- |
| Začetek: ni podatka |                |                |                |                |

| 29. marec 1981 | Poljska | 8:4 | Jugoslavija | Selva, Italija |

| Poročilo tekme      | Poročilo tekme | Poročilo tekme | Poročilo tekme | Poročilo tekme |
| ------------------- | -------------- | -------------- | -------------- | -------------- |
| Začetek: ni podatka |                |                |                |                |

| 29. marec 1981 | Romunija | 7:3 | Norveška | Selva, Italija |

| Poročilo tekme      | Poročilo tekme | Poročilo tekme | Poročilo tekme | Poročilo tekme |
| ------------------- | -------------- | -------------- | -------------- | -------------- |
| Začetek: ni podatka |                |                |                |                |

| 29. marec 1981 | Švica | 4:3 | Japonska | Selva, Italija |

| Poročilo tekme      | Poročilo tekme | Poročilo tekme | Poročilo tekme | Poročilo tekme |
| ------------------- | -------------- | -------------- | -------------- | -------------- |
| Začetek: ni podatka |                |                |                |                |

| 29. marec 1981 | Italija | 6:6 | Vzhodna Nemčija | Selva, Italija |

| Poročilo tekme      | Poročilo tekme | Poročilo tekme | Poročilo tekme | Poročilo tekme |
| ------------------- | -------------- | -------------- | -------------- | -------------- |
| Začetek: ni podatka |                |                |                |                |

#### Lestvica
OT-odigrane tekme, z-zmage, n-neodločeni izidi, P-porazi, DG-doseženo goli, PG-prejeti goli, GR-gol razlika, T-točke.
| #  | Reprezentanca   | OT | Z | N | P | DG | PG | GR  | T  |
| -- | --------------- | -- | - | - | - | -- | -- | --- | -- |
| 9  | Italija         | 7  | 6 | 0 | 1 | 38 | 18 | +20 | 13 |
| 10 | Poljska         | 7  | 5 | 1 | 1 | 49 | 25 | +24 | 11 |
| 11 | Švica           | 7  | 4 | 1 | 2 | 28 | 20 | +8  | 10 |
| 12 | Vzhodna Nemčija | 7  | 4 | 2 | 1 | 37 | 25 | +12 | 9  |
| 13 | Romunija        | 7  | 2 | 5 | 0 | 25 | 30 | -5  | 4  |
| 14 | Norveška        | 7  | 2 | 5 | 0 | 21 | 39 | -18 | 4  |
| 15 | Jugoslavija     | 7  | 1 | 5 | 1 | 23 | 44 | -21 | 3  |
| 16 | Japonska        | 7  | 1 | 6 | 0 | 18 | 38 | -20 | 2  |

- Italijanska reprezentanca se je uvrstila v skupino A.
- Jugoslovanska in japonska reprezentanca sta izpadli v skupino C.

### SP Skupine C
| 6. marec 1981 | Avstrija | 10:0 | Severna Koreja | Peking, Ljudska republika Kitajska |

| Poročilo tekme      | Poročilo tekme | Poročilo tekme | Poročilo tekme | Poročilo tekme |
| ------------------- | -------------- | -------------- | -------------- | -------------- |
| Začetek: ni podatka |                |                |                |                |

| 6. marec 1981 | Francija | 7:0 | Bolgarija | Peking, Ljudska republika Kitajska |

| Poročilo tekme      | Poročilo tekme | Poročilo tekme | Poročilo tekme | Poročilo tekme |
| ------------------- | -------------- | -------------- | -------------- | -------------- |
| Začetek: ni podatka |                |                |                |                |

| 6. marec 1981 | Kitajska | 5:1 | Danska | Peking, Ljudska republika Kitajska |

| Poročilo tekme      | Poročilo tekme | Poročilo tekme | Poročilo tekme | Poročilo tekme |
| ------------------- | -------------- | -------------- | -------------- | -------------- |
| Začetek: ni podatka |                |                |                |                |

| 6. marec 1981 | Madžarska | 8:0 | Združeno kraljestvo | Peking, Ljudska republika Kitajska |

| Poročilo tekme      | Poročilo tekme | Poročilo tekme | Poročilo tekme | Poročilo tekme |
| ------------------- | -------------- | -------------- | -------------- | -------------- |
| Začetek: ni podatka |                |                |                |                |

| 7. marec 1981 | Kitajska | 6:2 | Bolgarija | Peking, Ljudska republika Kitajska |

| Poročilo tekme      | Poročilo tekme | Poročilo tekme | Poročilo tekme | Poročilo tekme |
| ------------------- | -------------- | -------------- | -------------- | -------------- |
| Začetek: ni podatka |                |                |                |                |

| 7. marec 1981 | Avstrija | 7:0 | Madžarska | Peking, Ljudska republika Kitajska |

| Poročilo tekme      | Poročilo tekme | Poročilo tekme | Poročilo tekme | Poročilo tekme |
| ------------------- | -------------- | -------------- | -------------- | -------------- |
| Začetek: ni podatka |                |                |                |                |

| 7. marec 1981 | Danska | 9:5 | Severna Koreja | Peking, Ljudska republika Kitajska |

| Poročilo tekme      | Poročilo tekme | Poročilo tekme | Poročilo tekme | Poročilo tekme |
| ------------------- | -------------- | -------------- | -------------- | -------------- |
| Začetek: ni podatka |                |                |                |                |

| 7. marec 1981 | Francija | 11:2 | Združeno kraljestvo | Peking, Ljudska republika Kitajska |

| Poročilo tekme      | Poročilo tekme | Poročilo tekme | Poročilo tekme | Poročilo tekme |
| ------------------- | -------------- | -------------- | -------------- | -------------- |
| Začetek: ni podatka |                |                |                |                |

| 9. marec 1981 | Kitajska | 12:2 | Združeno kraljestvo | Peking, Ljudska republika Kitajska |

| Poročilo tekme      | Poročilo tekme | Poročilo tekme | Poročilo tekme | Poročilo tekme |
| ------------------- | -------------- | -------------- | -------------- | -------------- |
| Začetek: ni podatka |                |                |                |                |

| 9. marec 1981 | Bolgarija | 6:4 | Danska | Peking, Ljudska republika Kitajska |

| Poročilo tekme      | Poročilo tekme | Poročilo tekme | Poročilo tekme | Poročilo tekme |
| ------------------- | -------------- | -------------- | -------------- | -------------- |
| Začetek: ni podatka |                |                |                |                |

| 9. marec 1981 | Madžarska | 10:3 | Severna Koreja | Peking, Ljudska republika Kitajska |

| Poročilo tekme      | Poročilo tekme | Poročilo tekme | Poročilo tekme | Poročilo tekme |
| ------------------- | -------------- | -------------- | -------------- | -------------- |
| Začetek: ni podatka |                |                |                |                |

| 9. marec 1981 | Avstrija | 7:1 | Francija | Peking, Ljudska republika Kitajska |

| Poročilo tekme      | Poročilo tekme | Poročilo tekme | Poročilo tekme | Poročilo tekme |
| ------------------- | -------------- | -------------- | -------------- | -------------- |
| Začetek: ni podatka |                |                |                |                |

| 10. marec 1981 | Madžarska | 11:6 | Francija | Peking, Ljudska republika Kitajska |

| Poročilo tekme      | Poročilo tekme | Poročilo tekme | Poročilo tekme | Poročilo tekme |
| ------------------- | -------------- | -------------- | -------------- | -------------- |
| Začetek: ni podatka |                |                |                |                |

| 10. marec 1981 | Kitajska | 0:3 | Avstrija | Peking, Ljudska republika Kitajska |

| Poročilo tekme      | Poročilo tekme | Poročilo tekme | Poročilo tekme | Poročilo tekme |
| ------------------- | -------------- | -------------- | -------------- | -------------- |
| Začetek: ni podatka |                |                |                |                |

| 10. marec 1981 | Danska | 13:2 | Združeno kraljestvo | Peking, Ljudska republika Kitajska |

| Poročilo tekme      | Poročilo tekme | Poročilo tekme | Poročilo tekme | Poročilo tekme |
| ------------------- | -------------- | -------------- | -------------- | -------------- |
| Začetek: ni podatka |                |                |                |                |

| 10. marec 1981 | Bolgarija | 9:2 | Severna Koreja | Peking, Ljudska republika Kitajska |

| Poročilo tekme      | Poročilo tekme | Poročilo tekme | Poročilo tekme | Poročilo tekme |
| ------------------- | -------------- | -------------- | -------------- | -------------- |
| Začetek: ni podatka |                |                |                |                |

| 12. marec 1981 | Francija | 17:1 | Severna Koreja | Peking, Ljudska republika Kitajska |

| Poročilo tekme      | Poročilo tekme | Poročilo tekme | Poročilo tekme | Poročilo tekme |
| ------------------- | -------------- | -------------- | -------------- | -------------- |
| Začetek: ni podatka |                |                |                |                |

| 12. marec 1981 | Kitajska | 3:1 | Madžarska | Peking, Ljudska republika Kitajska |

| Poročilo tekme      | Poročilo tekme | Poročilo tekme | Poročilo tekme | Poročilo tekme |
| ------------------- | -------------- | -------------- | -------------- | -------------- |
| Začetek: ni podatka |                |                |                |                |

| 12. marec 1981 | Bolgarija | 4:2 | Združeno kraljestvo | Peking, Ljudska republika Kitajska |

| Poročilo tekme      | Poročilo tekme | Poročilo tekme | Poročilo tekme | Poročilo tekme |
| ------------------- | -------------- | -------------- | -------------- | -------------- |
| Začetek: ni podatka |                |                |                |                |

| 12. marec 1981 | Avstrija | 4:2 | Danska | Peking, Ljudska republika Kitajska |

| Poročilo tekme      | Poročilo tekme | Poročilo tekme | Poročilo tekme | Poročilo tekme |
| ------------------- | -------------- | -------------- | -------------- | -------------- |
| Začetek: ni podatka |                |                |                |                |

| 13. marec 1981 | Severna Koreja | 5:1 | Združeno kraljestvo | Peking, Ljudska republika Kitajska |

| Poročilo tekme      | Poročilo tekme | Poročilo tekme | Poročilo tekme | Poročilo tekme |
| ------------------- | -------------- | -------------- | -------------- | -------------- |
| Začetek: ni podatka |                |                |                |                |

| 13. marec 1981 | Madžarska | 2:2 | Danska | Peking, Ljudska republika Kitajska |

| Poročilo tekme      | Poročilo tekme | Poročilo tekme | Poročilo tekme | Poročilo tekme |
| ------------------- | -------------- | -------------- | -------------- | -------------- |
| Začetek: ni podatka |                |                |                |                |

| 13. marec 1981 | Avstrija | 5:0 | Bolgarija | Peking, Ljudska republika Kitajska |

| Poročilo tekme      | Poročilo tekme | Poročilo tekme | Poročilo tekme | Poročilo tekme |
| ------------------- | -------------- | -------------- | -------------- | -------------- |
| Začetek: ni podatka |                |                |                |                |

| 13. marec 1981 | Kitajska | 10:3 | Francija | Peking, Ljudska republika Kitajska |

| Poročilo tekme      | Poročilo tekme | Poročilo tekme | Poročilo tekme | Poročilo tekme |
| ------------------- | -------------- | -------------- | -------------- | -------------- |
| Začetek: ni podatka |                |                |                |                |

| 15. marec 1981 | Avstrija | 7:2 | Združeno kraljestvo | Peking, Ljudska republika Kitajska |

| Poročilo tekme      | Poročilo tekme | Poročilo tekme | Poročilo tekme | Poročilo tekme |
| ------------------- | -------------- | -------------- | -------------- | -------------- |
| Začetek: ni podatka |                |                |                |                |

| 15. marec 1981 | Kitajska | 10:2 | Severna Koreja | Peking, Ljudska republika Kitajska |

| Poročilo tekme      | Poročilo tekme | Poročilo tekme | Poročilo tekme | Poročilo tekme |
| ------------------- | -------------- | -------------- | -------------- | -------------- |
| Začetek: ni podatka |                |                |                |                |

| 15. marec 1981 | Danska | 5:3 | Francija | Peking, Ljudska republika Kitajska |

| Poročilo tekme      | Poročilo tekme | Poročilo tekme | Poročilo tekme | Poročilo tekme |
| ------------------- | -------------- | -------------- | -------------- | -------------- |
| Začetek: ni podatka |                |                |                |                |

| 15. marec 1981 | Madžarska | 6:1 | Bolgarija | Peking, Ljudska republika Kitajska |

| Poročilo tekme      | Poročilo tekme | Poročilo tekme | Poročilo tekme | Poročilo tekme |
| ------------------- | -------------- | -------------- | -------------- | -------------- |
| Začetek: ni podatka |                |                |                |                |

#### Lestvica
OT-odigrane tekme, z-zmage, n-neodločeni izidi, P-porazi, DG-doseženo goli, PG-prejeti goli, GR-gol razlika, T-točke.
| #  | Reprezentanca       | OT | Z | N | P | DG | PG | GR  | T  |
| -- | ------------------- | -- | - | - | - | -- | -- | --- | -- |
| 17 | Avstrija            | 7  | 7 | 0 | 0 | 43 | 5  | +38 | 14 |
| 18 | Kitajska            | 7  | 6 | 1 | 0 | 46 | 14 | +32 | 12 |
| 19 | Madžarska           | 7  | 4 | 2 | 1 | 38 | 22 | +16 | 9  |
| 20 | Danska              | 7  | 3 | 3 | 1 | 36 | 27 | +9  | 7  |
| 21 | Francija            | 7  | 3 | 4 | 0 | 48 | 36 | +12 | 6  |
| 22 | Bolgarija           | 7  | 3 | 4 | 0 | 22 | 32 | -10 | 6  |
| 23 | Severna Koreja      | 7  | 1 | 6 | 0 | 18 | 66 | -58 | 2  |
| 24 | Združeno kraljestvo | 7  | 0 | 7 | 0 | 11 | 60 | -49 | 0  |

- Avstrijska in kitajska reprezentanca sta se uvrstili v skupino B.

## Končni vrstni red
1. Sovjetska zveza
2. Švedska
3. Češkoslovaška
4. Kanada
5. ZDA
6. Finska
7. Zahodna Nemčija
8. Nizozemska
9. Italija
10. Poljska
11. Švica
12. Vzhodna Nemčija
13. Romunija
14. Norveška
15. Jugoslavija
16. Japonska
17. Avstrija
18. Kitajska
19. Madžarska
20. Danska
21. Francija
22. Bolgarija
23. Severna Koreja
24. Združeno kraljestvo